# Enrique Terán
Enrique Terán Vaca (Quito, 1887 - 1941) fue un músico, caricaturista y escritor ecuatoriano. Es autor de la reconocida novela El cojo Navarrete, publicada en 1940.

## Biografía
Nació en un hogar quiteño de clase social alta, hijo del general liberal Emilio Terán y de Hortensia Vaca Merizalde. Gracias a la influencia de su madre se interesó desde corta edad por las artes, por lo que estudió música mientras estaba en la escuela. Realizó sus estudios secundarios en el Instituto Nacional Mejía, del que se graduó en 1905.
A principios de 1906 participó junto a su padre en la campaña militar contra Lizardo García, que dio paso a un nuevo gobierno del general Eloy Alfaro. Tras la victoria, Emilio Terán fue nombrado ministro plenipotenciario en Inglaterra, país al que se trasladó por un año con su familia. Años después ganó una beca del Royal Academy of Music, lo que le permitió regresar a Londres y perfeccionar sus dotes musicales con el violín. Más tarde formó parte junto a sus hermanos del reconocido cuarteto musical "Terán Bueno" y fue profesor del Conservatorio Nacional de Música.
A los pocos años de su regreso a Ecuador se interesó por el dibujo. En 1918 fundó junto a Jorge Carrera Andrade, Nicolás Delgado, Carlos Andrade Moscoso y Guillermo Latorre la revista Caricatura, especializada en el humor satírico.

### Etapa política
En la década de 1920 comenzó a participar en agrupaciones socialistas, en especial a raíz de la Revolución Juliana. En esta faceta se convirtió en editor y colaborador de varios periódicos locales de izquierda, entre ellos La Antorcha, La Tierra y La Fragua, desde los que denunciaba los abusos cometidos por los monopolios, los banqueros y las autoridades corruptas. Fue un gran admirador de Lenin, por lo que siempre abogó por que los grupos de izquierda locales se alinearan a las posiciones rusas.
En marzo de 1928 se convirtió en secretario general del Partido Socialista Ecuatoriano. Al poco tiempo fue elegido consejero municipal de Quito.
Disputas ideológicas dentro del partido, en particular con Ricardo Paredes, una de sus figuras más notables, ocasionaron que poco a poco se alejara del mismo, lo que se vio exacerbado con la fundación en 1931 del Partido Comunista Ecuatoriano.

### Carrera literaria
Luego de alejarse de la política se adentró en el mundo de las letras. Su primera obra fue la novela Huacayñán, escrita en 1931 pero que no fue publicada hasta 1995.
En 1940 publicó la novela El cojo Navarrete, en la que explora las consecuencias del liberalismo a través de un hombre llamado Juan Navarrete que luchó en la Revolución Liberal de finales del siglo anterior y que pierde una pierna producto de una batalla. El libro consolidó la figura de Terán y con los años ha pasado a ser considerado como una de las obras más importantes de la literatura ecuatoriana. La novela fue adaptada a la televisión en 1997 por la cadena Ecuavisa, bajo dirección de Carl West.
Falleció en 1941, a la edad de 54 años.

## Obras
- El cojo Navarrete (1940)
- Huacayñán (1995)